# Liste der Baudenkmäler in Wackersberg

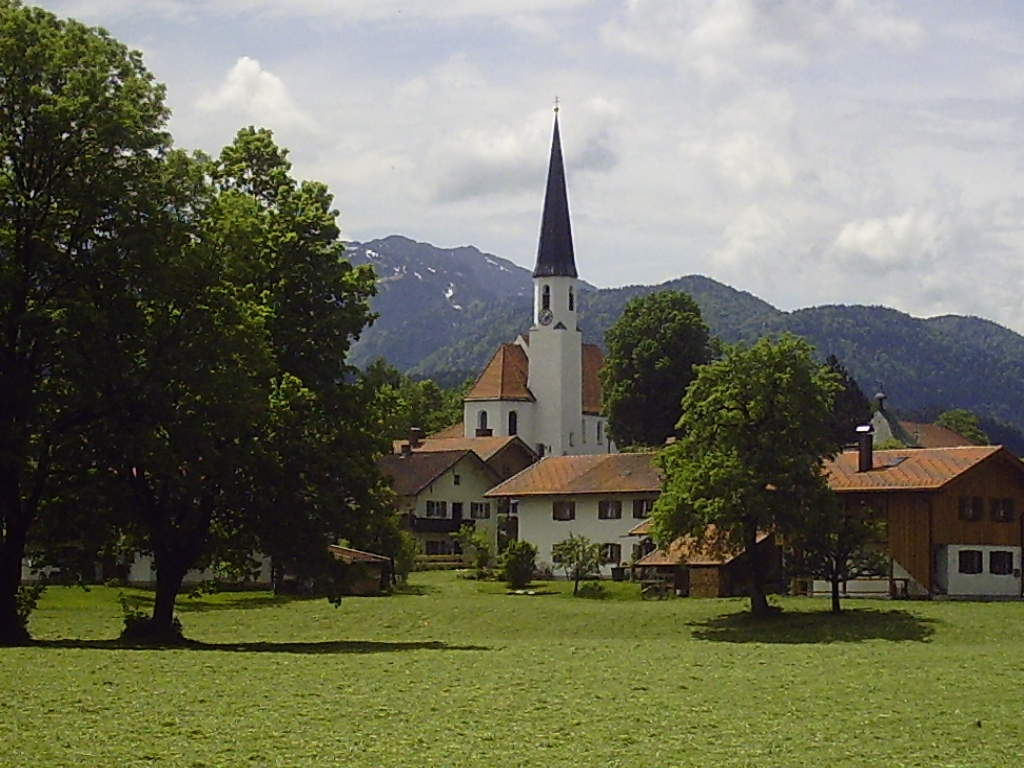
Blick auf den Ortsteil Arzbach

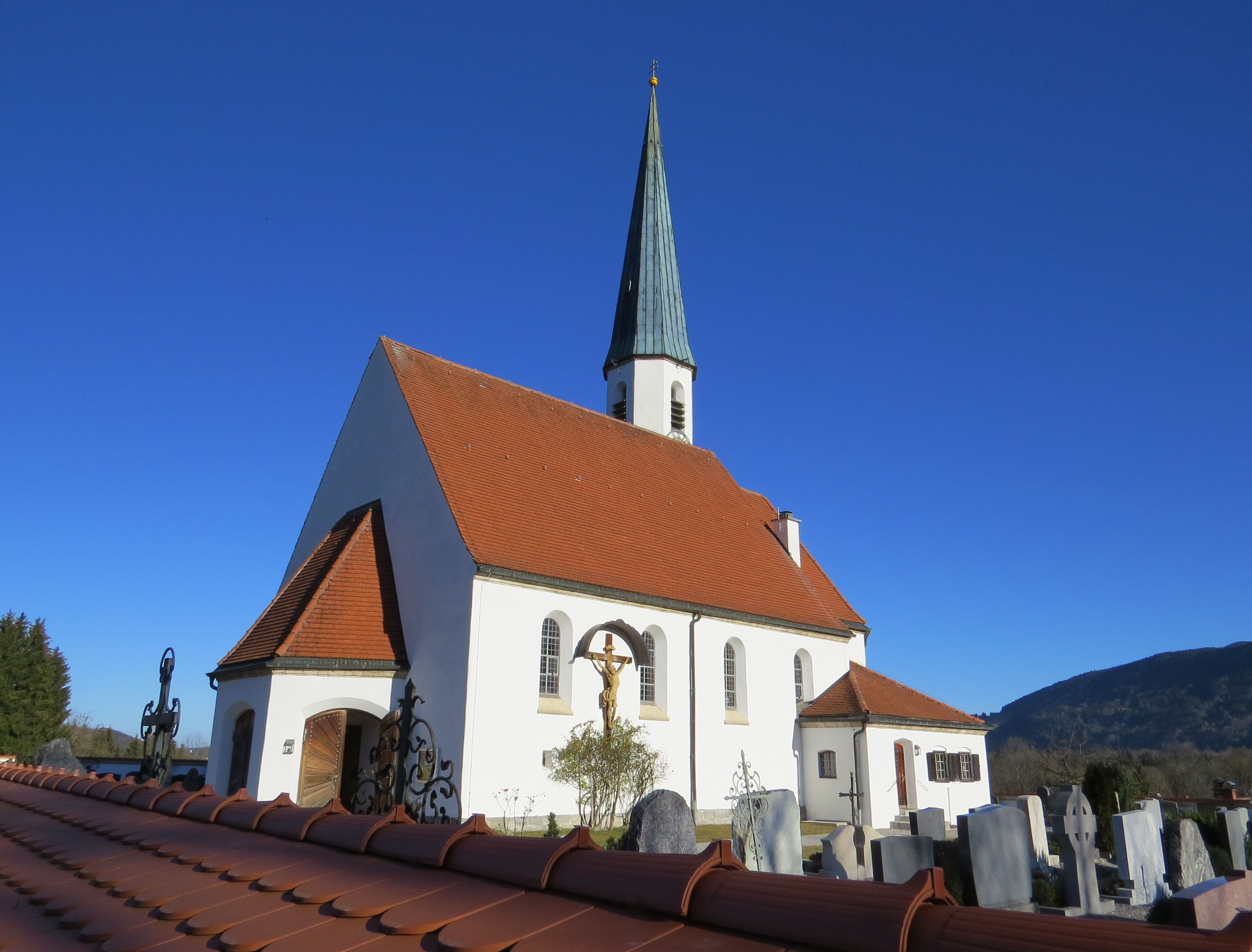
Kirche in Arzbach

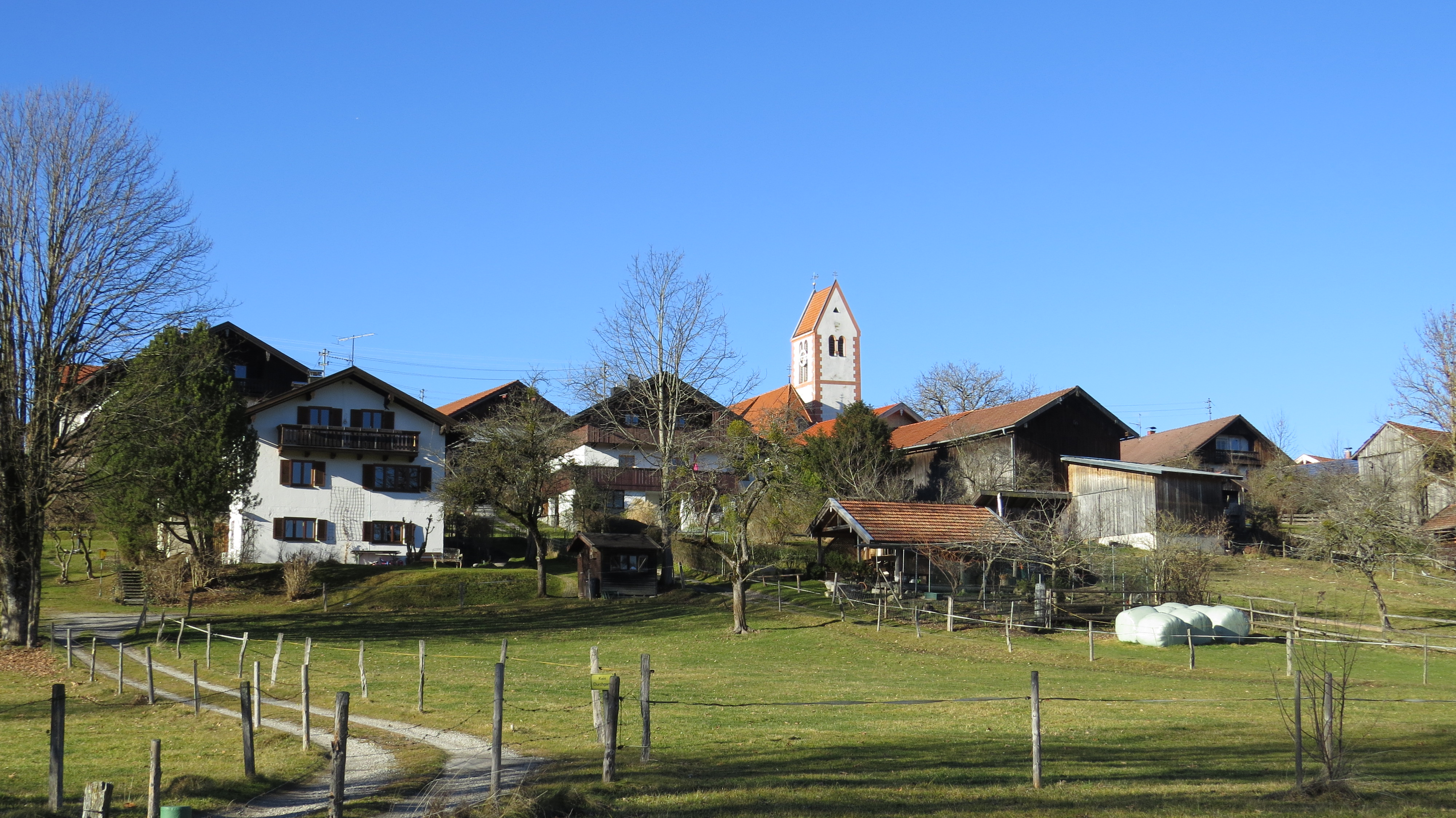
Wackersberg von Osten

Auf dieser Seite sind die Baudenkmäler in der oberbayerischen Gemeinde Wackersberg zusammengestellt. Diese Tabelle ist eine Teilliste der Liste der Baudenkmäler in Bayern. Grundlage ist die Bayerische Denkmalliste, die auf Basis des Bayerischen Denkmalschutzgesetzes vom 1. Oktober 1973 erstmals erstellt wurde und seither durch das Bayerische Landesamt für Denkmalpflege geführt wird. Die folgenden Angaben ersetzen nicht die rechtsverbindliche Auskunft der Denkmalschutzbehörde.

## Baudenkmäler nach Ortsteilen

### Wackersberg
| Lage                                    | Objekt                               | Beschreibung | Akten-Nr.     | Bild                        |
| --------------------------------------- | ------------------------------------ | --- | ------------- | --------------------------- |
| Dorfstraße 1 (Standort)                 | Gasthof Altwirt                      | Zweigeschossiger putzgegliederter Flachsatteldachbau mit Biedermeier-Balkon, um 1850/60                                                                                           | D-1-73-145-3  | Gasthof Altwirt             |
| Dorfstraße 9 (Standort)                 | Ehemaliges Bauernhaus                | Zweigeschossiger Flachsatteldachbau mit südseitigem Kniestock, zweiseitiger Laube, verschalter Giebellaube und -tenne, im Kern 18. Jahrhundert, Dachaufbau später                 | D-1-73-145-4  | Ehemaliges Bauernhaus       |
| Dorfstraße 17 (Standort)                | Ehemaliges Bauernhaus                | Flachsatteldachbau mit Blockbau-Obergeschoss, dreiseitiger Laube und teilverschalter Giebellaube, 2. Hälfte 17. Jahrhundert, Dachaufbau später                                    | D-1-73-145-5  | Ehemaliges Bauernhaus       |
| Dorfstraße 19 (Standort)                | Ehemaliges Bauernhaus                | Flachsatteldachbau mit Blockbau-Obergeschoss, umlaufender Laube und teilverschalter Giebellaube, modern bezeichnet 1627, Dachaufbau später                                        | D-1-73-145-6  | Ehemaliges Bauernhaus       |
| Dorfstraße 20 (Standort)                | Bauernhaus                           | Zweigeschossiger biedermeierlicher Satteldachbau mit zweiseitiger Laube und Giebelbalkon, bezeichnet 1858                                                                         | D-1-73-145-7  | Bauernhaus                  |
| Dorfstraße 22 (Standort)                | Ehemaliges Bauernhaus                | Flachsatteldachbau mit teilweise verputztem Blockbau-Obergeschoss, zweiseitiger Laube und teilverschalter Giebellaube, Kern Mitte 17. Jahrhundert, Dachaufbau später              | D-1-73-145-9  | Ehemaliges Bauernhaus       |
| Dorfstraße 23 (Standort)                | Denkmal                              | Lebensgroße Steinfigur von Eusebius Amort auf hohem Sockel, Anfang 20. Jahrhundert                                                                                                | D-1-73-145-12 | Denkmal                     |
| Dorfstraße 23; Dorfstraße 25 (Standort) | Pfarrhaus                            | Zweigeschossiger putzgegliederter Flachsatteldach mit durchfenstertem Kniestock und Eingangsaltane, 2. Hälfte 19. Jahrhundert                                                     | D-1-73-145-10 | Pfarrhaus                   |
| Dorfstraße 24 (Standort)                | Katholische Pfarrkirche St. Nikolaus | Flachgedeckter historisierender Saalbau mit eingezogenem Chor und nördlichem Sattelturm, Chor und Turm im Kern spätgotisch, 1829 Chorerhöhung und Langhausneubau; mit Ausstattung | D-1-73-145-1  | weitere Bilder              |
| Dorfstraße 27 (Standort)                | Wohnteil eines Bauernhauses          | Teilweise zweigeschossiger Blockbau mit Flachsatteldach, zweiseitiger Laube und teilverschalter Giebellaube, 2. Hälfte 18. Jahrhundert, Dachaufbau später                         | D-1-73-145-11 | Wohnteil eines Bauernhauses |
| Dorfstraße 32 (Standort)                | Auferstehungskapelle                 | Wegkapelle, barocker Steildachbau mit eingezogenem Rechteckchor, 1706, 1712 erweitert; mit Ausstattung                                                                            | D-1-73-145-2  | weitere Bilder              |
| Kirchstraße 3 (Standort)                | Ehemaliges Kleinbauernhaus           | Flachsatteldachbau mit Blockbau-Obergeschoss, verschaltem Kniestock, zweiseitiger Laube und verschalter Giebellaube, Mitte 17. Jahrhundert, Dachaufbau später                     | D-1-73-145-13 | Ehemaliges Kleinbauernhaus  |
| Kirchstraße 14 (Standort)               | Ehemaliges Bauernhaus                | Zweigeschossiger Flachsatteldachbau mit hohem Blockbau-Kniestock, teilverschalter Giebellaube und Traufbundwerk, 2. Hälfte 18. Jahrhundert                                        | D-1-73-145-14 | Ehemaliges Bauernhaus       |

### Abberg
| Lage                  | Objekt                      | Beschreibung | Akten-Nr.     | Bild                        |
| --------------------- | --------------------------- | --- | ------------- | --------------------------- |
| Abberg 182 (Standort) | Wohnteil eines Bauernhauses | Flachsatteldachbau mit Blockbau-Obergeschoss und umlaufender Laube, 16./17. Jahrhundert, Dachaufbau mit teilverschalter Giebellaube und Bundwerk später. | D-1-73-145-15 | Wohnteil eines Bauernhauses |
| Abberg 183 (Standort) | Wohnteil eines Bauernhauses | Flachsatteldachbau mit Blockbau-Obergeschoss, zweiseitig umlaufender Laube und teilverschalter Giebellaube, bezeichnet 1737.                             | D-1-73-145-16 | Wohnteil eines Bauernhauses |

### Allhofen
| Lage                    | Objekt                  | Beschreibung                                                                                  | Akten-Nr.     | Bild                    |
| ----------------------- | ----------------------- | --------------------------------------------------------------------------------------------- | ------------- | ----------------------- |
| Allhofen 110 (Standort) | Ehemals Kleinbauernhaus | Zweigeschossiger Flachsatteldachbau mit Kniestock, traufseitiger Laube und Bundwerk, um 1820. | D-1-73-145-17 | Ehemals Kleinbauernhaus |

### Arzbach
| Lage                          | Objekt                               | Beschreibung | Akten-Nr.      | Bild                       |
| ----------------------------- | ------------------------------------ | --- | -------------- | -------------------------- |
| Angerstraße 5 (Standort)      | Ehemaliges Bauernhaus                | Flachsatteldachbau mit Blockbau-Obergeschoss, umlaufender Laube und teilverschalter Giebellaube, bezeichnet 1769, restauriert.                                                  | D-1-73-145-20  | weitere Bilder             |
| Angerstraße 7 (Standort)      | Blockbau                             | Obergeschoss eines ehemaligen Bauernhauses, 17./18. Jahrhundert, 1984 aus Sachsenkam transferiert und in Wohnhausneubau integriert                                              | D-1-73-145-108 | weitere Bilder             |
| Hauptstraße (Standort)        | Kapelle zur unseren Lieben Frau      | Barocker Saalbau mit polygonalem Chorschluss mit Zwiebel-Dachreiter, 1730, 1739 erweitert, 1908 verändert; mit Ausstattung                                                      | D-1-73-145-19  | weitere Bilder             |
| Hauptstraße 3 (Standort)      | Ehemaliges Kleinbauernhaus           | Zweigeschossiger Blockbau mit Flachsatteldach, umlaufender Laube, verschalter Giebellaube und Fassadenmalerei, 1. Hälfte 17. Jahrhundert, Malerei 18. Jahrhundert               | D-1-73-145-21  | Ehemaliges Kleinbauernhaus |
| Hauptstraße 5 (Standort)      | Ehemaliges Kleinbauernhaus           | Flachsatteldachbau mit Blockbau-Obergeschoss, umlaufender Laube und teilverschalter Giebellaube, 2. Hälfte 17. Jahrhundert                                                      | D-1-73-145-22  | Ehemaliges Kleinbauernhaus |
| Hauptstraße 14 (Standort)     | Ehemaliges Kleinbauernhaus           | Zweigeschossiger Blockbau mit Flachsatteldach, zweiseitig umlaufender Laube und verschalter Giebellaube, 3. Viertel 17. Jahrhundert                                             | D-1-73-145-24  | Ehemaliges Kleinbauernhaus |
| Hauptstraße 29 (Standort)     | Ehemaliges Kleinbauernhaus           | Flachsatteldachbau mit teilweise verschindeltem Blockbau-Obergeschoss, zweiseitig umlaufender Laube und verschalter Giebellaube, 2. Hälfte 17. Jahrhundert                      | D-1-73-145-26  | Ehemaliges Kleinbauernhaus |
| Hauptstraße 33 (Standort)     | Wohnhaus                             | Zweigeschossiger massiver Steilsatteldachbau mit Laube und verschalter Giebellaube, Ende 18. Jahrhundert                                                                        | D-1-73-145-27  | Wohnhaus                   |
| Kalkofenstraße 1 (Standort)   | Ehemaliges Kleinbauernhaus           | Frackdachbau mit Blockbau-Obergeschoss, südseitigem Kniestock, massivem Nordteil und Lauben, 2. Hälfte 18. Jahrhundert                                                          | D-1-73-145-28  | Ehemaliges Kleinbauernhaus |
| Kalkofenstraße 4 (Standort)   | Ehemaliges Kleinbauernhaus           | Flachsatteldachbau mit Blockbau-Obergeschoss, zweiseitig umlaufender Laube und verschalter Giebellaube, 1. Hälfte 17. Jahrhundert                                               | D-1-73-145-29  | weitere Bilder             |
| Kalkofenstraße 12 (Standort)  | Kleinbauernhaus                      | Flachsatteldachbau mit Blockbau-Obergeschoss, umlaufender Laube und teilverschalter Giebellaube, 2. Hälfte 17. Jahrhundert                                                      | D-1-73-145-30  | Kleinbauernhaus            |
| Kalkofenstraße 17 (Standort)  | Ehemaliges Kleinbauernhaus           | Zweigeschossiger Blockbau mit Frackdach über hohem südseitigem Kniestock, nordseitigem Massivteil und Lauben, Mitte 17. Jahrhundert, Ende 18. Jahrhundert erhöht und ausgebaut. | D-1-73-145-31  | Ehemaliges Kleinbauernhaus |
| Längentalstraße 2 (Standort)  | Katholische Filialkirche Herz Mariae | Saalbau mit polygonalem Chorschluss und nördlichem Spitzhelm-Turm, von Oskar Haßlauer, 1949/50; mit historischer Ausstattung                                                    | D-1-73-145-18  | weitere Bilder             |
| Längentalstraße 6 (Standort)  | Kreuzigungsgruppe                    | Gefasste barocke Holzfiguren am Wohnteil, Ende 17. Jahrhundert | D-1-73-145-32  | Kreuzigungsgruppe          |
| Längentalstraße 15 (Standort) | Ehemaliges Bauernhaus                | Flachsatteldachbau mit Blockbau-Obergeschoss, umlaufender Laube und teilverschalter Giebellaube, 1. Hälfte 18. Jahrhundert, Wirtschaftsteil ausgebaut                           | D-1-73-145-33  | Ehemaliges Bauernhaus      |
| Längentalstraße 17 (Standort) | Bauernhaus                           | Zweigeschossiger Flachsatteldachbau mit Putzgliederung, Balkons, bemalten Pfettenköpfen und Traufbundwerk, Mitte 19. Jahrhundert, Bundwerk noch 18. Jahrhundert                 | D-1-73-145-34  | Bauernhaus                 |

### Bach
| Lage              | Objekt     | Beschreibung | Akten-Nr.     | Bild       |
| ----------------- | ---------- | --- | ------------- | ---------- |
| Bach 1 (Standort) | Bauernhaus | Stattlicher Flachsatteldachbau mit Blockbau-Obergeschoss, Kniestock, umlaufender Laube und teilverschalter Giebellaube, 18. Jahrhundert | D-1-73-145-35 | Bauernhaus |

### Bibermühle
| Lage                       | Objekt                                 | Beschreibung                                                                          | Akten-Nr.      | Bild                                   |
| -------------------------- | -------------------------------------- | ------------------------------------------------------------------------------------- | -------------- | -------------------------------------- |
| Bibermühle 4 (Standort)    | Wohnteil eines ehemaligen Bauernhauses | Flachsatteldachbau mit Blockbau-Obergeschoss und Kniestock, 2. Hälfte 17. Jahrhundert | D-1-73-145-36  | Wohnteil eines ehemaligen Bauernhauses |
| Nähe Bibermühle (Standort) | Gedenkstein für Eusebius Amort         | Historisierendes Epitaph mit bronzenem Portraitmedaillon, bezeichnet 1850             | D-1-73-145-121 | Gedenkstein für Eusebius Amort         |

### Blaika
| Lage                  | Objekt     | Beschreibung                                                                                     | Akten-Nr.     | Bild       |
| --------------------- | ---------- | ------------------------------------------------------------------------------------------------ | ------------- | ---------- |
| Untermberg (Standort) | Feldstadel | Kleiner hölzerner Flachsatteldachbau mit Bundwerk und Aussägearbeiten, 2. Hälfte 18. Jahrhundert | D-1-73-145-37 | Feldstadel |

### Bocksleiten
| Lage                   | Objekt                                                    | Beschreibung | Akten-Nr.      | Bild |
| ---------------------- | --------------------------------------------------------- | --- | -------------- | ---- |
| Hohenwart 1 (Standort) | Landhaus des Malers Rudolf Kalb, dann Kindererholungsheim | zweigeschossiger Walmdachbau mit Bodeneckerker, zwei großen, stehenden Dachgauben und Eckrustika, in Formen des Heimatstils, von Pabst,1927, später westlicher Anbau und östlicher Wintergarten; Stallung, erdgeschossiger Blockbau mit Satteldach, um 1930/40. | D-1-73-145-130 | BW   |

### Buchberg
| Lage                                  | Objekt                      | Beschreibung | Akten-Nr.     | Bild                        |
| ------------------------------------- | --------------------------- | --- | ------------- | --------------------------- |
| Buchberg 103 (Standort)               | Wohnteil eines Bauernhauses | Flachsatteldachbau mit Blockbau-Obergeschoss, Kniestock, umlaufender Laube und Fachwerkgiebel mit Balkon, 18. Jahrhundert, Dachaufbau und Fachwerk Ende 19. Jahrhundert | D-1-73-145-40 | Wohnteil eines Bauernhauses |
| Buchberg 104 (Standort)               | Bauernhaus                  | Flachsatteldachbau mit Blockbau-Obergeschoss, umlaufender Laube, Giebelbalkon und Traufbundwerk, bezeichnet 1727(?), Bundwerk und Dachaufbau später                     | D-1-73-145-38 | Bauernhaus                  |
| Buchberg 104; Buchberg 105 (Standort) | Bildstock                   | kleiner beidseitig ausgenischter Satteldachbau, 18. Jahrhundert | D-1-73-145-41 | weitere Bilder              |
| Buchberg 105 (Standort)               | Wohnteil eines Bauernhauses | Flachsatteldachbau mit Blockbau-Obergeschoss, umlaufender Laube und teilverschalter Giebellaube, Kern Mitte 18. Jahrhundert                                             | D-1-73-145-39 | weitere Bilder              |

### Bürg
| Lage                | Objekt                      | Beschreibung                                                                              | Akten-Nr.     | Bild                        |
| ------------------- | --------------------------- | ----------------------------------------------------------------------------------------- | ------------- | --------------------------- |
| Bürg 118 (Standort) | Wohnteil eines Bauernhauses | Zweigeschossiger Flachsatteldachbau mit Kniestock und Giebelbalkon, Mitte 19. Jahrhundert | D-1-73-145-42 | Wohnteil eines Bauernhauses |

### Burger
| Lage                      | Objekt                                      | Beschreibung | Akten-Nr.      | Bild                                        |
| ------------------------- | ------------------------------------------- | --- | -------------- | ------------------------------------------- |
| Burgfrieden 1 ()          | Ehemaliges Kleinbauernhaus                  | spätes 19. Jahrhundert, Umbau zum Landhaus, zweigeschossiger Satteldachbau mit traufseitiger Laube und barockisierender Putzgliederung, durch Gabriel von Seidl, bezeichnet mit "1911"; Schwimmbecken mit Stampfbetoneinfassung und Figur, gleichzeitig; Kruzifix, gleichzeitig | D-1-73-145-132 |                                             |
| Burgfrieden 29 (Standort) | Wohnteil eines ehemaligen Kleinbauernhauses | Flachsatteldachbau mit Blockbau-Obergeschoss, Kniestock, zweiseitig umlaufender Laube und verschalter Giebellaube, im Kern 2. Hälfte 17. Jahrhundert | D-1-73-145-43  | Wohnteil eines ehemaligen Kleinbauernhauses |
| Burgfrieden 43 (Standort) | Ehemaliges Bauernhaus                       | Flachsatteldachbau mit Blockbau-Obergeschoss, verschaltem Kniestock, umlaufender Laube und teilverschalter Giebellaube, Ende 18. Jahrhundert | D-1-73-145-44  | Ehemaliges Bauernhaus                       |

### Fischbach
| Lage                        | Objekt                                           | Beschreibung | Akten-Nr.     | Bild           |
| --------------------------- | ------------------------------------------------ | --- | ------------- | -------------- |
| Fischbach 48 1/2 (Standort) | Katholische Filialkirche St. Johannes der Täufer | Barocker Saalraum mit eingezogenem Polygonalchor und westlichem Zwiebelturm, von Caspar Feichtmayr d. Ä., 1671–1676; mit Ausstattung; Friedhofskapelle, barocker Steildachbau mit Putzgliederung und Lourdesgrotte, Ende 17. Jahrhundert, Grotte um 1900; Friedhofsmauer, verputzte Mauer mit Eingangspfeilern, 18. Jahrhundert | D-1-73-145-46 | weitere Bilder |

### Glaswinkl
| Lage                     | Objekt         | Beschreibung | Akten-Nr.               | Bild           |
| ------------------------ | -------------- | --- | ----------------------- | -------------- |
| Glaswinkl 111 (Standort) | Bauernhaus     | Flachsatteldachbau mit Blockbau-Obergeschoss, umlaufender Laube und teilverschalter Giebellaube, 2. Hälfte 17. Jahrhundert, Dachaufbau später; | D-1-73-145-48           | Bauernhaus     |
| Glaswinkl 111 (Standort) | Getreidekasten | Getreidekasten, Blockbau über Bruchsteinunterbau mit Flachsatteldach und traufseitiger Laube, Ende 16. Jahrhundert                             | D-1-73-145-48 zugehörig | Getreidekasten |

### Hahnbauer
| Lage                      | Objekt     | Beschreibung | Akten-Nr.     | Bild           |
| ------------------------- | ---------- | --- | ------------- | -------------- |
| Buchberg 49 (Standort)    | Bauernhaus | Flachsatteldachbau mit Blockbau-Obergeschoss, verschaltem Kniestock, zweiseitig umlaufender Laube und teilverschalter Giebellaube, bezeichnet 1663, zwei erdgeschossige Fresken um 1800, Dachaufbau später | D-1-73-145-49 | Bauernhaus     |
| Flur Hahnbauer (Standort) | Wegkapelle | Barocker Satteldachbau mit dreiseitigem Chorschluss, bezeichnet 1717; mit Ausstattung | D-1-73-145-50 | weitere Bilder |

### Haunleiten
| Lage                      | Objekt                      | Beschreibung | Akten-Nr.     | Bild                        |
| ------------------------- | --------------------------- | --- | ------------- | --------------------------- |
| Haunleiten 117 (Standort) | Wohnteil eines Bauernhauses | Flachsatteldachbau mit Blockbau-Obergeschoss, hohem verbrettertem Kniestock, umlaufender Laube und teilverschalter Giebellaube, modern bezeichnet 1610, Dachaufbau später | D-1-73-145-52 | Wohnteil eines Bauernhauses |
| In Haunleiten (Standort)  | Kapelle                     | Barocker Satteldachbau mit polygonalem Chor und Glockenstuhl, 2. Hälfte 17. Jahrhundert; mit Ausstattung                                                                  | D-1-73-145-51 | Kapelle                     |

### Heimkreit
| Lage                     | Objekt          | Beschreibung | Akten-Nr.     | Bild            |
| ------------------------ | --------------- | --- | ------------- | --------------- |
| Heimkreit 156 (Standort) | Getreidekasten, | Zweigeschossiger Blockbau teilweise mit Bruchsteinteilen, Außentreppe, Lauben und Flachsatteldach-Überbau, Erdgeschoss Ende 16. Jahrhundert, Obergeschoss 2. Hälfte 18. Jahrhundert | D-1-73-145-54 | Getreidekasten, |
| In Heimkreit (Standort)  | Hofkapelle      | Kleiner Walmdachbau, wohl Ende 17. Jahrhundert; mit Ausstattung | D-1-73-145-53 | Hofkapelle      |

### Höfen
| Lage                | Objekt     | Beschreibung | Akten-Nr.     | Bild       |
| ------------------- | ---------- | --- | ------------- | ---------- |
| Höfen 12 (Standort) | Bauernhaus | Zweigeschossiger Flachsatteldachbau mit umlaufender Laube und teilverschalter Giebellaube, 18. und 19. Jahrhundert | D-1-73-145-55 | Bauernhaus |

### Hoheneck
| Lage                      | Objekt     | Beschreibung | Akten-Nr.     | Bild       |
| ------------------------- | ---------- | --- | ------------- | ---------- |
| Am Hoheneck 60 (Standort) | Bauernhaus | Flachsatteldachbau mit Blockbau-Obergeschoss, umlaufender Laube und teilverschalter Giebellaube, bezeichnet 1727 | D-1-73-145-57 | Bauernhaus |

### Huppenberg
| Lage                      | Objekt                                 | Beschreibung | Akten-Nr.     | Bild           |
| ------------------------- | -------------------------------------- | --- | ------------- | -------------- |
| Huppenberg 154 (Standort) | Bauernhaus                             | Zweigeschossiger putzgegliederter Satteldachbau mit giebelseitigen Balkons und nordseitigem Traufbundwerk, um 1900, Bundwerk Ende 18. Jahrhundert | D-1-73-145-59 | Bauernhaus     |
| Huppenberg 155 (Standort) | Bauernhaus                             | Satteldachbau mit teilweise verputztem Blockbau-Obergeschoss, traufseitiger Laube, Giebelbalkon und südseitigem Traufbundwerk, im Kern 2. Hälfte 18. Jahrhundert, um 1850 überformt, Bundwerk Mitte 19. Jahrhundert; Getreidekasten, obergeschossiger verputzter Blockbau, 2. Hälfte 18. Jahrhundert; Backhaus, erdgeschossiger Flachsatteldachbau, Ende 19. Jahrhundert | D-1-73-145-60 | weitere Bilder |
| In Huppenberg (Standort)  | Katholische Filialkirche St. Margareta | Barocker Saalraum mit eingezogenem Polygonalchor und Zwiebel-Dachreiter, 1722; mit Ausstattung | D-1-73-145-58 | weitere Bilder |

### Kiefersau
| Lage                            | Objekt                      | Beschreibung | Akten-Nr.     | Bild           |
| ------------------------------- | --------------------------- | --- | ------------- | -------------- |
| Kiefersau 122, 122 a (Standort) | Getreidekasten              | Zweigeschossiger Blockbau mit Flachsatteldach, Erdgeschoss 2. Hälfte 16. Jahrhundert, Obergeschoss 2. Hälfte 17. Jahrhundert, Überbau 17./18. Jahrhundert                                                                                     | D-1-73-145-61 | weitere Bilder |
| Kiefersau 123 (Standort)        | Wohnteil eines Bauernhauses | Zweigeschossiger Blockbau mit verschaltem Kniestock, umlaufender Laube und teilverschalter Giebellaube, 2. Hälfte 16. Jahrhundert, Dachaufbau später; Getreidekasten, zweigeschossiger Blockbau, 2. Hälfte 16. Jahrhundert, Überbau erneuert. | D-1-73-145-62 | weitere Bilder |

### Kloiber
| Lage                   | Objekt         | Beschreibung | Akten-Nr.               | Bild           |
| ---------------------- | -------------- | --- | ----------------------- | -------------- |
| Kloiber 112 (Standort) | Bauernhaus     | Zweigeschossiger Flachsatteldachbau mit zweiseitig umlaufender Laube und verschaltem Giebelfeld, 2. Hälfte 18. Jahrhundert; | D-1-73-145-63           | weitere Bilder |
| Kloiber 112 (Standort) | Getreidekasten | Getreidekasten, zweigeschossiger Blockbau mit Flachsatteldach, Ende 16. Jahrhundert, Überbau 18./19. Jahrhundert erneuert   | D-1-73-145-63 zugehörig | Getreidekasten |

### Knapp
| Lage               | Objekt          | Beschreibung | Akten-Nr.     | Bild            |
| ------------------ | --------------- | --- | ------------- | --------------- |
| Knapp 1 (Standort) | Kleinbauernhaus | Flachsatteldachbau mit verputzten Blockbau-Obergeschossteilen, dreiseitig umlaufender Laube und verschalter Giebellaube, 18. Jahrhundert | D-1-73-145-64 | Kleinbauernhaus |

### Lain
| Lage                      | Objekt                      | Beschreibung | Akten-Nr.     | Bild                        |
| ------------------------- | --------------------------- | --- | ------------- | --------------------------- |
| Flur Steinbach (Standort) | Kapelle                     | Kleiner offener Zentralbau mit Zeltdach, 1899; mit Ausstattung. | D-1-73-145-65 | weitere Bilder              |
| Lain 24 (Standort)        | Bauernhaus                  | Flachsatteldachbau mit Blockbau-Obergeschoss, umlaufender Laube, verschaltem Kniestock und verschalter Giebellaube, Kern 2. Hälfte 17. Jahrhundert, Dachaufbau später | D-1-73-145-67 | Bauernhaus                  |
| Lain 26 (Standort)        | Wohnteil eines Bauernhauses | Flachsatteldachbau mit Blockbau-Obergeschoss, umlaufender Laube und teilverschalter Giebellaube, Ende 18. Jahrhundert                                                 | D-1-73-145-68 | Wohnteil eines Bauernhauses |

### Lehen
| Lage                | Objekt      | Beschreibung | Akten-Nr.     | Bild           |
| ------------------- | ----------- | --- | ------------- | -------------- |
| Lehen 30 (Standort) | Lehenkirchl | Ehemalige Pestkapelle, dreiseitig geschlossener Saalbau mit Zwiebel-Dachreiter und Vorzeichen, um 1635/40; mit Ausstattung; Ehemaliger Pestfriedhof, ohne Ummauerung, Anlage gleichzeitig | D-1-73-145-69 | weitere Bilder |

### Leitzing
| Lage                    | Objekt                | Beschreibung | Akten-Nr.     | Bild                  |
| ----------------------- | --------------------- | --- | ------------- | --------------------- |
| Leitzing 174 (Standort) | Ehemaliges Bauernhaus | Flachsatteldachbau mit Blockbau-Obergeschoss, umlaufender Laube und verschalter Giebellaube, 3. Viertel 18. Jahrhundert | D-1-73-145-72 | Ehemaliges Bauernhaus |
| Leitzing 177 (Standort) | Getreidekasten        | Obergeschossiger Blockbau, bezeichnet 1684, Überbau später                                                              | D-1-73-145-73 | Getreidekasten        |
| Leitzing 177 (Standort) | Weilerkapelle         | Neubarocker Satteldachbau mit Putzgliederung, wohl 1. Hälfte 19. Jahrhundert; mit Ausstattung                           | D-1-73-145-70 | weitere Bilder        |
| Leitzing 177 (Standort) | Kruzifix              | Gefasster Holzcorpus mit neugotischem Wettermantel und Schmerzensmutter, 19. Jahrhundert                                | D-1-73-145-71 | Kruzifix              |

### Lochen
| Lage                         | Objekt         | Beschreibung                                                                           | Akten-Nr.      | Bild           |
| ---------------------------- | -------------- | -------------------------------------------------------------------------------------- | -------------- | -------------- |
| Flur Lochen (Standort)       | Wegkreuz       | Gefasster Corpus mit neugotischem geschnitzten Wettermantel, 2. Hälfte 19. Jahrhundert | D-1-73-145-122 | Wegkreuz       |
| Lochen 165, 165 a (Standort) | Getreidekasten | Erdgeschossiger Blockbau, 18. Jahrhundert                                              | D-1-73-145-74  | weitere Bilder |

### Nodern
| Lage                           | Objekt         | Beschreibung                                                    | Akten-Nr.     | Bild           |
| ------------------------------ | -------------- | --------------------------------------------------------------- | ------------- | -------------- |
| Nodern 180, 180 1/2 (Standort) | Getreidekasten | Obergeschossiger Blockbau, Ende 18. Jahrhundert, Überbau später | D-1-73-145-75 | Getreidekasten |

### Oberfischbach
| Lage                        | Objekt            | Beschreibung                                                                            | Akten-Nr.     | Bild              |
| --------------------------- | ----------------- | --------------------------------------------------------------------------------------- | ------------- | ----------------- |
| Peterbauerweg 18 (Standort) | Peterbauerkapelle | Wegkapelle, Walmdachbau mit eingezogenem Rechteckchor, bezeichnet 1690; mit Ausstattung | D-1-73-145-45 | Peterbauerkapelle |

### Prösteln
| Lage                    | Objekt               | Beschreibung | Akten-Nr.     | Bild                 |
| ----------------------- | -------------------- | --- | ------------- | -------------------- |
| Angerfeld (Standort)    | Getreidekasten       | Zweigeschossiger Blockbau mit Flachsatteldach und Laube, 2. Hälfte 16. Jahrhundert, Überbau später | D-1-73-145-77 | Getreidekasten       |
| Kapellenfeld (Standort) | Feldkapelle          | Tonnengewölbter Steildachbau, wohl 1. Hälfte 19. Jahrhundert | D-1-73-145-78 | weitere Bilder       |
| Prösteln 181 (Standort) | Ehemaliger Bauernhof | Getreidekasten, zweigeschossiger Blockbau, 2. Hälfte 16. Jahrhundert, Überbau später; Getreidekasten, zweigeschossiger Blockbau mit Laube, bezeichnet 1597, 1980 aus Schmitten, Gde. Seeshaupt, Lkr. Weilheim-Schongau nicht nachqualifiziert, im BayernViewer-denkmal nicht kartiert | D-1-73-145-76 | Ehemaliger Bauernhof |

### Reit
| Lage                | Objekt                                        | Beschreibung | Akten-Nr.     | Bild                                          |
| ------------------- | --------------------------------------------- | --- | ------------- | --------------------------------------------- |
| Reit 125 (Standort) | Wirtschaftsteil eines ehemaligen Bauernhauses | Flachdachbau mit Traufbundwerk und Laube über massivem Erdgeschoss, Ende 18. Jahrhundert                                                             | D-1-73-145-79 | Wirtschaftsteil eines ehemaligen Bauernhauses |
| Reit 126 (Standort) | Wohnteil eines Bauernhauses                   | Flachsatteldachbau mit Blockbau-Obergeschoss, Kniestock, umlaufender Laube und teilverschalter Giebellaube, Mitte 18. Jahrhundert, Dachaufbau später | D-1-73-145-80 | Wohnteil eines Bauernhauses                   |

### Rimslrain
| Lage                     | Objekt                | Beschreibung | Akten-Nr.     | Bild           |
| ------------------------ | --------------------- | --- | ------------- | -------------- |
| In Rimslrain (Standort)  | Weilerkapelle         | Satteldachbau mit eingezogenem halbrundem Chor und hohem Zwiebel-Dachreiter, bezeichnet 1891; mit Ausstattung | D-1-73-145-81 | weitere Bilder |
| Rimslrain 167 (Standort) | Bauernhaus            | Zweigeschossiger Flachsatteldachbau mit Kniestock, giebelseitigen Balkons und Traufbundwerk, 1. Drittel 19. Jahrhundert                                                                                                 | D-1-73-145-82 | weitere Bilder |
| Rimslrain 168 (Standort) | Bauernhaus            | Zweigeschossiger Flachsatteldachbau mit Kniestock, Laube, Balkon am verbretterten Giebelfeld und Traufbundwerk, 1. Drittel 19. Jahrhundert                                                                              | D-1-73-145-83 | weitere Bilder |
| Rimslrain 169 (Standort) | Bauernhaus            | Zweigeschossiger Flachsatteldachbau mit traufseitiger Laube und Giebelbalkon, Mitte 19. Jahrhundert | D-1-73-145-84 | weitere Bilder |
| Rimslrain 171 (Standort) | Ehemaliges Bauernhaus | Flachsatteldachbau mit verschaltem Blockbau-Obergeschoss, umlaufender Laube, verschalter Giebellaube und Traufbundwerk, Kern 2. Hälfte 18. Jahrhundert; Getreidekasten, obergeschossiger Blockbau, Ende 18. Jahrhundert | D-1-73-145-85 | weitere Bilder |

### Rothenrain
| Lage                      | Objekt         | Beschreibung                                                               | Akten-Nr.     | Bild           |
| ------------------------- | -------------- | -------------------------------------------------------------------------- | ------------- | -------------- |
| In Rothenrain (Standort)  | Weilerkapelle  | Neugotischer Satteldachbau mit Putzgliederung, um 1870/80; mit Ausstattung | D-1-73-145-86 | weitere Bilder |
| In Rothenrain (Standort)  | Getreidekasten | Obergeschossiger Blockbau, bezeichnet 1753                                 | D-1-73-145-88 | BW             |
| Rothenrain 159 (Standort) | Getreidekasten | Zweigeschossiger Blockbau, Ende 16. Jahrhundert, Überbau später            | D-1-73-145-87 | Getreidekasten |

### Rothmühle
| Lage                     | Objekt                | Beschreibung | Akten-Nr.     | Bild           |
| ------------------------ | --------------------- | --- | ------------- | -------------- |
| Rothmühle 152 (Standort) | Ehemaliges Bauernhaus | Zweigeschossiger Flachsatteldachbau mit offenem erdgeschossigem Arkadengang und Traufbundwerk, 18./19. Jahrhundert | D-1-73-145-89 | weitere Bilder |

### Sauersberg
| Lage                          | Objekt                      | Beschreibung | Akten-Nr.      | Bild                        |
| ----------------------------- | --------------------------- | --- | -------------- | --------------------------- |
| Sauersberg 127 (Standort)     | Bildstock                   | Geschnitzter Holzschaft mit Nischenfigur, bezeichnet 1619 und 1837 | D-1-73-145-114 | Bildstock                   |
| Sauersberg 130 (Standort)     | Wohnteil eines Bauernhauses | Flachsatteldachbau mit Blockbau-Obergeschoss, umlaufender Laube und verschalter Giebellaube, bezeichnet 1754, Dachaufbau später; Getreidekasten, obergeschossiger Blockbau, 2. Hälfte 18. Jahrhundert, in Zuhaus eingebaut | D-1-73-145-90  | Wohnteil eines Bauernhauses |
| Sauersberg 133 (Standort)     | Ehemaliges Kleinbauernhaus  | Flachsatteldachbau mit Blockbau-Obergeschoss, Laube und verschalter Giebellaube, 18. Jahrhundert | D-1-73-145-91  | Ehemaliges Kleinbauernhaus  |
| Sauersberg 133 1/2 (Standort) | Quellgebiet am Sauersberg   | Gemauerte Quelleinfassungen, entdeckt und erschlossen ab 1845/46, Bernhards- und Johann-Georgen-Quelle 1848, Karls- und Maximiliansquelle 1856, Marienquelle, 1870, Jod-Trink-Quelle 1899/1900 mit gewölbtem Stollen       | D-1-73-145-113 | BW                          |

### Schnait
| Lage                 | Objekt     | Beschreibung | Akten-Nr.     | Bild       |
| -------------------- | ---------- | --- | ------------- | ---------- |
| Schnait 6 (Standort) | Bauernhaus | Flachsatteldachbau mit Blockbau-Obergeschoss, zweiseitiger Laube, teilverschalter Giebellaube und Medaillonfresko, 1. Hälfte 18. Jahrhundert | D-1-73-145-92 | Bauernhaus |

### Schwaig
| Lage                          | Objekt         | Beschreibung                                                                                            | Akten-Nr.               | Bild           |
| ----------------------------- | -------------- | --- | ----------------------- | -------------- |
| Schwaig 115, 115 a (Standort) | Kruzifix       | Gefasster Holzcorpus mit Wettermantel am Wirtschaftsteil, wohl noch 18. Jahrhundert;                    | D-1-73-145-93           | Kruzifix       |
| Schwaig 115, 115 a (Standort) | Getreidekasten | Getreidekasten, obergeschossiger Blockbau auf gemauertem Unterbau, bezeichnet 1724, Überbau wohl später | D-1-73-145-93 zugehörig | weitere Bilder |

### Sonnershof
| Lage                                     | Objekt    | Beschreibung | Akten-Nr.     | Bild      |
| ---------------------------------------- | --------- | --- | ------------- | --------- |
| Sonnershof 1; Flur Sonnershof (Standort) | Bauernhof | Getreidekasten, zweigeschossiger Blockbau, Anfang 17. Jahrhundert, Überbau später; Ehemalige Badstube und Brechlbad, erdgeschossiger Blockbau mit Bruchsteinmauerteilen und Flachsatteldach, 18. Jahrhundert nicht nachqualifiziert, im BayernViewer-denkmal nicht kartiert | D-1-73-145-94 | Bauernhof |

### Spiegel
| Lage                   | Objekt         | Beschreibung | Akten-Nr.     | Bild           |
| ---------------------- | -------------- | --- | ------------- | -------------- |
| Spiegel 187 (Standort) | Getreidekasten | Zweigeschossiger Blockbau, Erdgeschoss Ende 16. Jahrhundert, Obergeschoss 1. Hälfte 18. Jahrhundert, mit altem erneuerten Überbau | D-1-73-145-95 | Getreidekasten |

### Stallau
| Lage                   | Objekt                                 | Beschreibung                                                                                          | Akten-Nr.     | Bild                                   |
| ---------------------- | -------------------------------------- | --- | ------------- | -------------------------------------- |
| Stallau 149 (Standort) | Wohnteil eines ehemaligen Bauernhauses | Zweigeschossiger übertünchter Blockbau mit Brett- und verschalter Giebellaube, Anfang 18. Jahrhundert | D-1-73-145-96 | Wohnteil eines ehemaligen Bauernhauses |

### Steinbach
| Lage                | Objekt                     | Beschreibung | Akten-Nr.     | Bild                       |
| ------------------- | -------------------------- | --- | ------------- | -------------------------- |
| Erlach 1 (Standort) | Ehemaliges Kleinbauernhaus | Flachsatteldachbau mit Blockbau-Obergeschoss, zweiseitiger Laube und verschalter Giebellaube, Ende 17. Jahrhundert      | D-1-73-145-98 | Ehemaliges Kleinbauernhaus |
| Ott 3 (Standort)    | Austragshaus               | Flachsatteldachbau mit Blockbau-Obergeschoss, dreiseitiger Laube und verschalter Giebellaube, 1. Hälfte 18. Jahrhundert | D-1-73-145-97 | Austragshaus               |

### Straß
| Lage                     | Objekt                | Beschreibung | Akten-Nr.      | Bild           |
| ------------------------ | --------------------- | --- | -------------- | -------------- |
| Straß 124 1/2 (Standort) | Ehemaliges Bauernhaus | Flachsatteldachbau mit Blockbau-Obergeschoss, zweiseitiger Bretter-, teilverschalter Giebellaube und nordöstlich eingebauter Hauskapelle, Anfang 17. Jahrhundert, Kapelle um 1724/25; mit Ausstattung | D-1-73-145-100 | weitere Bilder |

### Thal
| Lage                | Objekt         | Beschreibung | Akten-Nr.      | Bild           |
| ------------------- | -------------- | --- | -------------- | -------------- |
| Thal 193 (Standort) | Bauernhaus     | Flachsatteldachbau mit Blockbau-Obergeschoss, umlaufender Laube und teilverschalter Giebellaube, letztes Viertel 18. Jahrhundert | D-1-73-145-101 | weitere Bilder |
| in Thal (Standort)  | Getreidekasten | obergeschossiger Blockbau, bez. 1849, Überbau wohl gleichzeitig                                                                  | D-1-73-145-123 | BW             |

### Untermberg
| Lage                    | Objekt                                 | Beschreibung | Akten-Nr.      | Bild           |
| ----------------------- | -------------------------------------- | --- | -------------- | -------------- |
| Beindlhof 1 (Standort)  | Bauernhaus                             | Flachsatteldachbau mit Blockbau-Obergeschoss, zweiseitig umlaufender Laube und teilverschalter Giebellaube, bezeichnet 1684, Dachaufbau später                     | D-1-73-145-103 | Bauernhaus     |
| Untermberg (Standort)   | Feldkapelle                            | Offener oktogonaler Zentralbau mit Zeltdach, 1. Hälfte 18. Jahrhundert; mit Ausstattung                                                                            | D-1-73-145-104 | weitere Bilder |
| Untermberg (Standort)   | Feldstadel                             | Blockbau mit weitvorkragendem Satteldach, 1. Hälfte 19. Jahrhundert; nördlich der Brücke über den Arzbach an der Längentalstraße                                   | D-1-73-145-105 | BW             |
| Untermberg 5 (Standort) | Wohnteil eines ehemaligen Bauernhauses | Flachsatteldachbau mit Blockbau-Obergeschoss, umlaufender Laube und verschalter Giebellaube, 1. Hälfte 17. Jahrhundert, Dachaufbau und Lauben Ende 18. Jahrhundert | D-1-73-145-102 | BW             |

### Wolfsöd
| Lage                   | Objekt   | Beschreibung                                                                  | Akten-Nr.      | Bild     |
| ---------------------- | -------- | ----------------------------------------------------------------------------- | -------------- | -------- |
| Wolfsöd 163 (Standort) | Wegkreuz | Gefasster Holzcorpus mit Wettermantel und Mater dolorosa, 18./19. Jahrhundert | D-1-73-145-111 | Wegkreuz |

### Almen und Grenzsteine
| Lage                        | Objekt                      | Beschreibung | Akten-Nr.               | Bild           |
| --------------------------- | --------------------------- | --- | ----------------------- | -------------- |
| Gassenhofer Alm (Standort)  | Almhütte                    | teilweise verschalter Blockbau über bruchsteinernem Sockelgeschoss mit Satteldach und Außentreppe zur Laube, wohl 1866 | D-1-73-145-124          | BW             |
| Greilinger Alm (Standort)   | Almhütte                    | Erdgeschossiger verputzter Bruchsteinbau mit Blockbau-Kniestock, Zierbund und Mittertenne, 18./19. Jahrhundert, Dach später aufgesteilt | D-1-73-145-116          | BW             |
| Längenbergalm (Standort)    | Almhütte                    | Erdgeschossiger Blockbau über Bruchsteinsockel mit Kniestock und Flachsatteldach, wohl um 1900. | D-1-73-145-117          | BW             |
| Lehenbauernalm (Standort)   | Wegkapelle                  | Offener verschalter Blockbau mit Flachsatteldach, um 1900; mit Ausstattung | D-1-73-145-118          | BW             |
| Lexenalm 2 (Standort)       | Almhütte                    | sog. Lexen-Alm, erdgeschossiger Blockbau über Bruchsteinsockel mit Satteldach, wohl um 1800 | D-1-73-145-125          | weitere Bilder |
| Probstbauernalm (Standort)  | Vordere Felleralm, Almhütte | Erdgeschossiger Blockbau über zementiertem Sockel mit Kniestock, Flachsatteldach und Außentreppe zur Giebellaube, 18. Jahrhundert | D-1-73-145-115          | BW             |
| Sauersberger Alm (Standort) | Ehemaliger Getreidekasten   | Verschalter Blockbau mit Flachsatteldach, Anfang 17. Jahrhundert, auf den Blomberg aus Hub, Gde. Bad Heilbrunn, transloziert | D-1-73-145-120          | BW             |
| Tiefentalalm (Standort)     | Almhütte                    | Erdgeschossiger teilweise verschindelter bzw. verkleideter Blockbau mit Satteldach, wohl Mitte 19. Jahrhundert; Kälberstall, teilweise verkleideter erdgeschossiger Blockbau mit Satteldach, 18./19. Jahrhundert | D-1-73-145-119          | BW             |
| Am Vogelkopf (Standort)     | Grenzstein                  | Grenzsteine zur Markierung der Grenze von Kloster Benediktbeuern mit dem Landgericht Tölz, 15./18. Jahrhundert; Steine unterschiedlicher Größe, gesetzte Grenzsteine aus Kalkstein, mit eingemeißelten und farbig gefassten Markierungen: Hoheitszeichen mit Hebscheidt des Landgerichts Tölz und gekreuztem Abtstab des Klosters Benediktbeuern, bezeichnet 1584, 1653, 1720 und 1772. | D-1-73-145-129 Wikidata | Grenzstein     |
| Flur Stallau (Standort)     | Grenzstein                  | Grenzsteine zur Markierung der Grenze von Kloster Benediktbeuern mit dem Landgericht Tölz, 15./18. Jahrhundert; Steine unterschiedlicher Größe, gesetzte Grenzsteine aus Kalkstein, mit eingemeißelten und farbig gefassten Markierungen: Hoheitszeichen mit Hebscheidt des Landgerichts Tölz und gekreuztem Abtstab des Klosters Benediktbeuern, bezeichnet 1584, 1653, 1720 und 1772. | D-1-73-145-129 Wikidata | Grenzstein     |
| Schnaitacher Alm (Standort) | Grenzstein                  | Grenzsteine zur Markierung der Grenze von Kloster Benediktbeuern mit dem Landgericht Tölz, 15./18. Jahrhundert; Steine unterschiedlicher Größe, gesetzte Grenzsteine aus Kalkstein, mit eingemeißelten und farbig gefassten Markierungen: Hoheitszeichen mit Hebscheidt des Landgerichts Tölz und gekreuztem Abtstab des Klosters Benediktbeuern, bezeichnet 1584, 1653, 1720 und 1772. | D-1-73-145-129 Wikidata | Grenzstein     |

## Ehemalige Baudenkmäler
In diesem Abschnitt sind Objekte aufgeführt, die früher einmal in der Denkmalliste eingetragen waren, jetzt aber nicht mehr. Objekte, die in anderem Zusammenhang also z. B. als Teil eines Baudenkmals weiter eingetragen sind, sollen hier nicht aufgeführt werden. Aktennummern in diesem Abschnitt sind ehemalige, jetzt nicht mehr gültige Aktennummern.

| Lage                                 | Objekt                | Beschreibung | Akten-Nr.     | Bild                  |
| ------------------------------------ | --------------------- | --- | ------------- | --------------------- |
| Wackersberg Dorfstraße 21 (Standort) | Ehemaliges Bauernhaus | Flachsatteldachbau mit Blockbau-Obergeschoss, dreiseitiger Laube und verschalter Giebellaube, bezeichnet 1767, restauriert                       | D-1-73-145-8  | Ehemaliges Bauernhaus |
| Lain Lain 7 (Standort)               | Bauernhaus            | Zweigeschossiger breit gelagerter Flachsatteldachbau mit umlaufender Laube und teilverschalter Giebellaube, 3. Viertel 18. Jahrhundert, Dach neu | D-1-73-145-66 | Bauernhaus            |